# Moorswater Viaduct
Das Moorswater Viaduct ist eine zweigleisige Eisenbahnbrücke bei Liskeard in Cornwall, Großbritannien. Es steht im Zuge der von der Great Western Railway betriebenen Strecke von Plymouth über Truro nach Penzance und Falmouth. Nach der Royal Albert Bridge zwischen Plymouth und Saltash ist sie die zweitgrößte Brücke auf dieser Strecke.
Das gegenwärtige Viadukt wurde zwischen 1876 und 1881 neben das ursprüngliche Viadukt von 1859 gebaut, dessen hölzerner Überbau im Unterhalt zu teuer wurde. Einige Pfeiler der alten Brücke stehen heute noch.

## Moorswater Viaduct (1859)

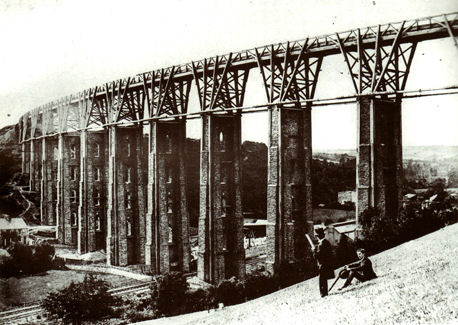
Moorswater Viaduct (um 1870)

Die Cornish Main Line von Plymouth nach Penzance mit der Zweigstrecke von Truro nach Falmouth wurde von Isambard Kingdom Brunel für die Cornwall Railway als eingleisige Breitspurstrecke (2140 mm) geplant. Aus finanziellen Gründen wurden die 52 Viadukte dabei mit hölzernem Überbau oder ganz als hölzerne Trestle-Brücken erstellt.
Das Moorswater Viaduct war 291 m (954 ft) lang und 45 m (148 ft) hoch. Seine 14 steinernen Pfeiler standen in Pfeilerachsabständen von 18,29 und 20,12 m (60 und 66 ft) und waren bis zu einer Höhe von 10,67 m (35 ft) unter den Schienen gemauert. Um Material zu sparen, hatten sie bis zu vier übereinander angeordnete gotische Fensternischen. Beim Bau stürzten 1855 zwei Pfeiler ein. Brunel untersuchte den Unfall und ließ die Pfeiler im folgenden Jahr mit einer hölzernen Verstärkung wieder aufbauen. Der hölzerne Überbau auf den Pfeilern bestand aus je zwei fächerförmigen Stützen aus vier Balken, die durch verschiedene Schräg- und Querträger untereinander verstärkt waren. Diese Fächer trugen die starken Längsträger und Querbalken, auf denen das Gleis montiert war. Die freie Stützweite zwischen den Fächern war 4,6 bis 6,1 m (15 bis 20 ft) weit.

## Moorswater Viaduct (1881)
Nach rund fünfzehn Jahren konnte die wirtschaftlich nicht erfolgreiche Cornwall Railway die hohen Unterhaltskosten des hölzernen Überbaus nicht mehr tragen. Schließlich übernahm die Great Western Railway die Betriebsführung und veranlasste den Ersatz der hölzernen durch steinerne, zweigleisige Viadukte und anschließend auch die Umstellung auf die Normalspur.
Zu diesem Zweck wurde in der Zeit von 1878 bis 1881 nördlich unmittelbar neben dem alten das gegenwärtige steinerne Viadukt nach den Plänen von P. J. Margary gebaut. Es ist etwa 230 m lang und 6,8 m breit. Es besteht aus acht fast einen Halbkreis bildenden Segmentbögen mit Stützweiten von 24,38 m (80 ft) und einer Pfeilhöhe von 9,75 m (32 ft). Über jedem Pfeiler bildet das schmiedeeiserne Geländer über einer kleinen Konsole einen Platz zum Schutz vor vorbeifahrenden Zügen.
Das Viadukt und die vier verbliebenen Pfeiler des Viadukts von 1859 stehen unter Denkmalschutz (Grade II*). Außer dem East Looe River überbrückt er den lediglich noch im Güterverkehr bedienten Abschnitt der Looe Valley Line nördlich von Coombe Junction Halt.